# The American Society of Crime Laboratory Directors
The American Society of Crime Laboratory Directors (ASCLD, pronunciado 'azz-clad'), em português Sociedade Americana de Diretores de Laboratórios Criminais, é uma sociedade sem fins lucrativos dedicada a "fornecer excelência em ciência forense por meio de liderança e inovação".

## História
As origens da ASCLD estão em uma reunião de diretores de laboratórios criminais organizada em 1973 por Clarence Kelly e Briggs White, do FBI. Nesta reunião, um comitê de direção foi formado, o que levou à criação do ASCLD em 1974. A primeira reunião foi realizada em Quantico.

## Trabalho
A principal maneira pela qual a ASCLD busca atingir seus objetivos é por meio de uma conferência anual de membros, na qual é dado treinamento em gestão e incentivado o trabalho em rede. O site também é atualizado com notícias e informações.

## Associação
A associação é multinacional e está aberta a diretores, gerentes ou supervisores de laboratórios criminais. Existem três níveis de associação - associação regular, para aqueles que atualmente cumprem uma função de gerenciamento de laboratório criminal; associação aposentada, para aqueles que anteriormente ocupavam esse cargo; Associação de Afiliado Acadêmico, para educadores em ciências forenses.